# Установка виробництва пропілену в Шандуні (Ruichang)
Установка виробництва пропілену в Шандуні (Ruichang) — китайське нафтохімічне виробництво у приморській провінції Шаньдун.
На початку 2015 року компанія Shandong Ruichang Petrochemical завершила спорудження установки синтезу пропілена потужністю 100 тисяч тон на рік, котра потребувала для своєї роботи 300 тисяч тон метанола. Втім, протягом наступних кількох років вона рахувалась як непрацююча або взагалі законсервована. Також потужність цього виробництва могли зазначати на рівні 120 тисяч тон.
В одному з джерел установка Ruichang Petrochemical характеризується як MTPG (methanol-to-propylene&gasoline), тобто розрахована на комплексне виробництво пропілену та моторного палива.